# Грушевка (Солонянский район)
Грушевка (укр. Грушівка) — село,
Березноватовский сельский совет,
Солонянский район,
Днепропетровская область,
Украина.
Код КОАТУУ — 1225081202. Население по переписи 2001 года составляло 131 человек .

## Географическое положение
Село Грушевка находится на расстоянии в 2 км от левого берега реки Грушевка,
на расстоянии в 2 км расположены сёла Березноватовка, Константиновка и Шмаково (Криничанский район).
По селу протекает пересыхающий ручей с запрудой.
Рядом проходит автомобильная дорога Т-0420.

## История
- Хутором кошевого атамана Запорожской Сечи Ивана Сирко была другая Грушевка, а именно Грушевка Апостоловского района. Там он и умер в августе 1680 года.